# 蘇格洛夫 (堪薩斯州)
蘇格洛夫（英語：Sugarloaf）是位於美國堪薩斯州魯克斯縣的一個鬼鎮。

## 歷史
蘇格洛夫（Sugar Loaf）的郵政局於1878年設立，其後於1895年改為現稱，直到1904年結束營運。 該地於1910年時有15人。

## 地理
蘇格洛夫所處的海拔為高於海平面633米（即2077英呎），而該地所採用的時區為UTC-6，即北美中部時區（CST）。同時該地設有夏令時間，為UTC-6調快一小時，即UTC-5（CDT）。